# Tropidurus psammonastes
Tropidurus psammonastes — вид ігуаноподібних ящірок родини Tropiduridae. Ендемік Бразилії.

## Поширення і екологія
Tropidurus psammonastes мешкають на лівому березі річки Сан-Франсиску в штаті Баїя. Вони живуть серед піщаних дюн, місцями порослих чагарниками.

## Збереження
МСОП класифікує цей вид як такий, що перебуває під загрозою зникнення. Tropidurus psammonastes загрожує знищення природного середовища.